# Elias Bredsdorff
Elias Lunn Bredsdorff (15. januar 1912 på Roskilde Højskole – 8. august 2002) var en dansk forfatter, litteraturhistoriker og modstandsmand, bror til Morten Bredsdorff.

## Karriere
Han var søn af den grundtvigianske højskolemand Thomas Bredsdorff (1868-1922), og blev student fra Roskilde Katedralskole i 1930. Allerede som gymnasieelev stiftede Bredsdorff bekendtskab med kulturradikalismen, læste Kritisk Revy og gennem arbejdere på højskolen hørte han første gang om socialismen. Han fortsatte studierne på Københavns Universitet, hvor han læste dansk og engelsk og især var optaget af litteraturen. I studietiden blev Bredsdorff i 1930 Studentersamfundet optaget af kommunismen. Her mødte han også Frode Jakobsen, der som Bredsdorff selv kom fra et grundtvigiansk miljø, men som allerede var revolutionær socialist. Han opfordrede Bredsdorff til som sig selv at melde sig ind i Danmarks Kommunistiske Parti (DKP).

### Politisk vakt
Bredsdorff var studenterpolitiker, blev i 1931 valgt ind i Studenterrådet på Social Samlings liste og blev formand for Studenterrådet ved Københavns Universitet i årene 1932-34, ligeså for Studentersamfundet 1934-35. 
Bredsdorff meldte sig 1932 ind i DKP, men han var tæt på at blive ekskluderet, da han i november samme år deltog i et møde med Lev Trotskij og efterfølgende blev inviteret til en privat sammenkomst, hvor Trotskij talte med danske studenter. Han var som den eneste kommunist medlem af Frisindet Kulturkamps bestyrelse 1935-1939. Han var samtidig aktiv i Kommunistisk Studenterfraktion, i hvis ledelse han sad til 1935.
I 1934 tog Bredsdorff på studieophold i England og fik kontakter til den britiske arbejderleder Tom Mann, Maurice Dobb og forfatteren Bertrand Russell, som blev inviteret til at holde foredrag i Danmark. Samme år var han sammen med Einar Engberg aktiv i dannelsen af Ungdomsfronten mod krig og Fascisme. Året efter besøgte Bredsdorff Sovjetunionen, og han vente hjem med en aldeles ukritisk begejstring for den kommunistiske union.
Bredsdorff var en flittig bidragyder til partiets dagblad, Arbejderbladet, og havde bl.a. i sommeren 1937 lejlighed til at møde og interviewe John Steinbeck i København. I 1942 fulgte han sin interesse for den amerikanske forfatter op og skrev den første større sammenhængende bog om hans forfatterskab. Det tog imidlertid et år, før bogen – John Steinbeck (1943) – kom igennem den danske censur. I 1938 blev Bredsdorff færdig som cand.mag. og blev året efter ansat som adjunkt på seminariet i Vordingborg.

### Modstandskamp
Ikke-angrebspagten mellem Sovjetunionen og Nazi-Tyskland i august 1939 chokerede Elias Bredsdorff, og han overvejede allerede da at melde sig ud af partiet, men hans nære ven Peter P. Rohde fik ham fra det. Da Vinterkrigen med Finland brød ud senere samme år, gjorde Bredsdorff imidlertid alvor af sin udmeldelse.
Han var aktiv i modstandsorganisationen Frit Danmark under den tyske besættelse, for i maj eller juni 1942 blev Bredsdorff kontaktet af Børge Houmann, der opfordrede ham til at rejse rundt i Danmark og oprette lokale Frit Danmark grupper. Han accepterede opgaven, rejste rundt i landet og oprettede selv en gruppe i Vordingborg. Det illegale arbejde gjorde, at han i maj 1943 måtte gå under jorden. Gestapo kendte nemlig til hans rejse rundt i landet i 1942 – sandsynligvis fra forhøret af Aksel Larsen. Han blev fra juni 1943 til oktober 1944 Frit Danmarks sekretær i Jylland med hovedsæde i Aarhus. Da man blev klar over, hvor tæt Gestapo i Aarhus fulgte ham, blev han hentet til København for at hjælpe Mogens Fog i Frit Danmarks hovedledelse. Da Fog kort tid senere blev arresteret, blev Bredsdorff sammen med Kate Fleron udpeget som redaktør af hovedudgaven af bladet Frit Danmark. Han var også midlertidig leder af Frit Danmark, mens Mogens Fog var arresteret.
Frit Danmark fortsatte med at udkomme efter befrielsen med Kate Fleron og Bredsdorff som ansatte redaktører. Det var de første befrielsesår et stort blad med et oplag på 70-75.000 eksemplarer.

### Senere virke
Efter befrielsen meldte han sig atter ind i DKP, men gensynet blev kort, for året efter meldte han sig atter ud, da han rejste til England, hvor han blev Queen Alexandra Lecturer ved University College London og var til 1949. Dernæst var Bredsdorff lecturer in Danish ved Cambridge University 1949–60 og slutteligt Reader in Scandinavian Studies og Head of Department samme sted 1960-79.
Bredsdorff skrev forordet til den henrettede modstandsmand Georg Quistgaards posthumt udgivne bog Fængselsdagbog og breve.
I 1955 og 1956 besøgte han Kina og skrev en begejstret bog: Kinas vej (1957).
Trods bruddet med DKP placerede Bredsdorff fortsat sig selv på venstrefløjen, var aktiv i den engelske kampagne for atomnedrustning, Campaign for Nuclear Disarmament, og deltog i den politiske bevægelse, som i slutningen af 1960'erne førte til udviklingen af Det ny Venstre.
Han var Emeritus Fellow of Peterhouse, formand for Komiteen for Palæstinensisk-Israelsk Sameksistens 1982-85 og foreningen Dialog med Charta 77 1987.
I 1983 udgav han selvbiografien Min egen kurs, der blev fulgt op af Mit engelske liv (1984) og Højskolebarnet (2000).
Han er far til Jan Bredsdorff og Eva Bredsdorff.

## Litteraten
I 1964 blev han dr.phil. ved Københavns Universitet, næstformand i Dansk Forfatterforening i 1983, medlem af Videnskabernes Selskab i 1975. 
I England udfoldede han et omfattende pædagogisk og litterært arbejde, der bl.a. resulterede i flere værker om H.C. Andersen og i en disputats om forholdet mellem Georg Brandes og Henrik Pontoppidan. Bredsdorff ydede en betydelig indsats for at sprede kendskab til dansk litteratur i udlandet. Han udgav bibliografier og antologier i engelsk oversættelse. Hans Hans Christian Andersen: an introduction to his life and works (1987) anses for den bedste engelsksprogede biografi af eventyrdigteren.

## Hæder
- 1973: H.C. Andersen-legatet
- 1975: Medlem af Videnskabernes Selskab
- 1990: H.C. Andersen-prisen
- 1994: Gelsted-Kirk-Scherfig-Prisen
- 1996: Statens Kunstfonds livsvarige ydelse